# Orange Revolution

Schleife der Orangen Revolution, die von den Demonstranten 2004 getragen wurde

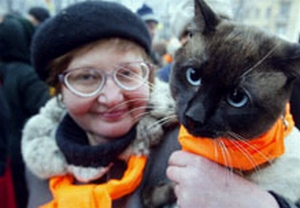
Straßenszene in Kiew im November 2004

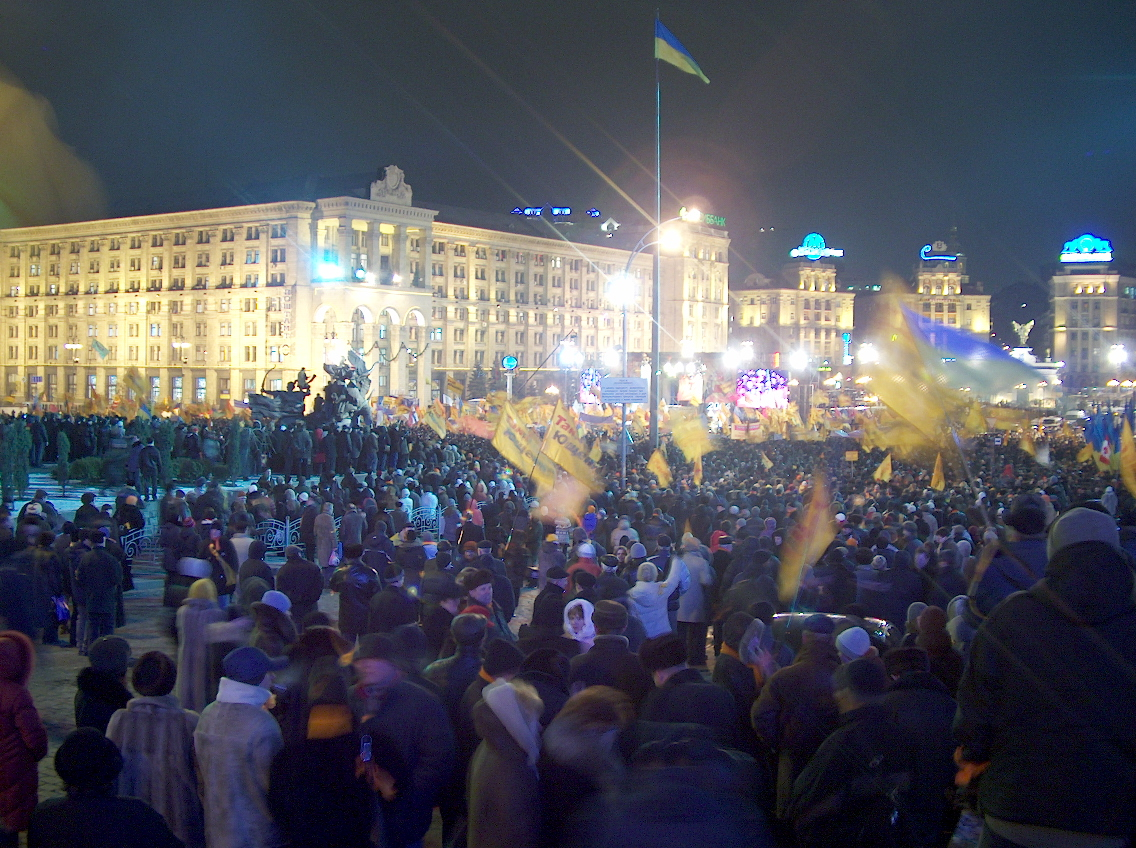
Demonstration am 22. November 2004 in Kiew

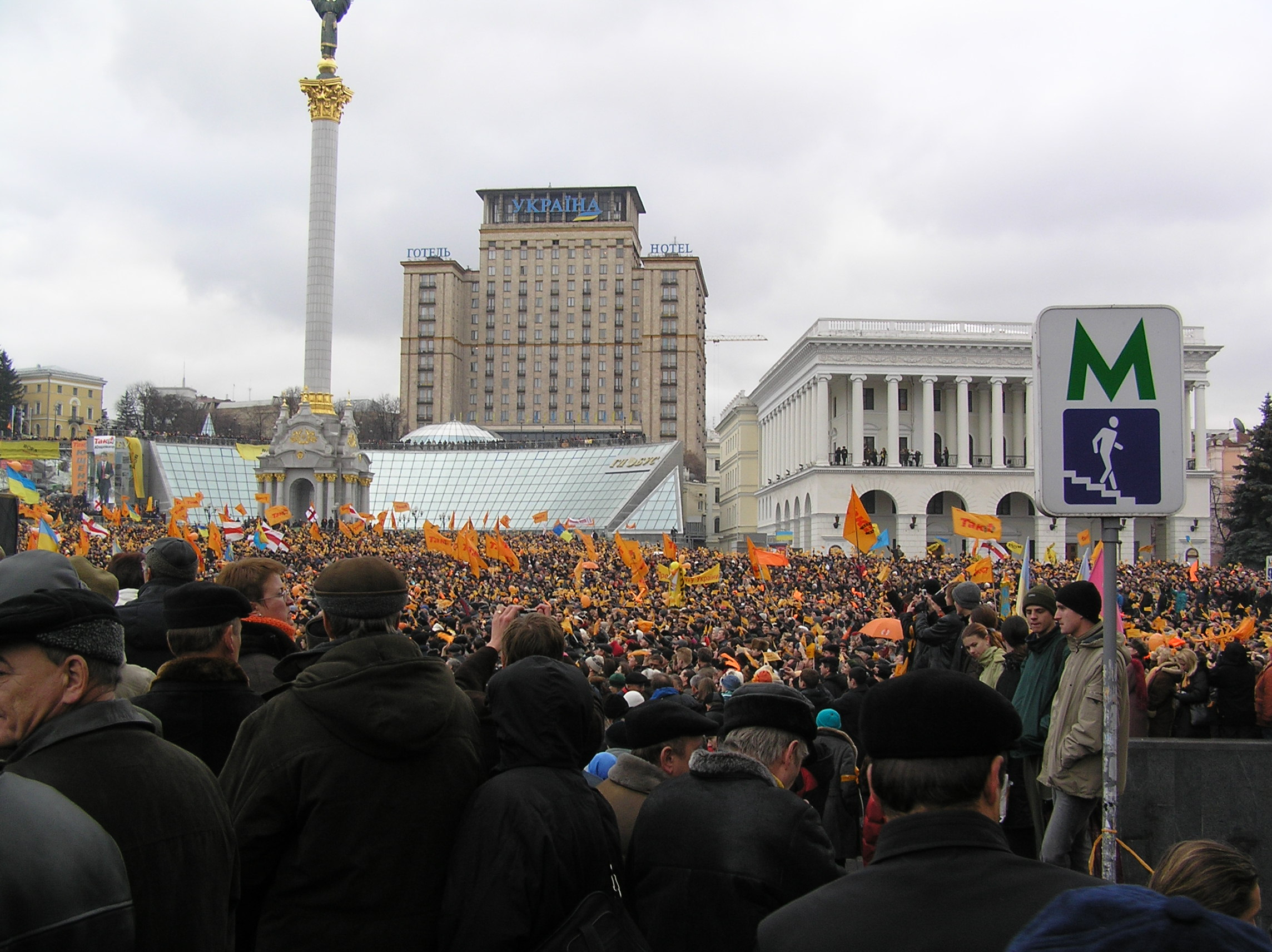
Orange gekleidete Demonstrationsteilnehmer in Kiew

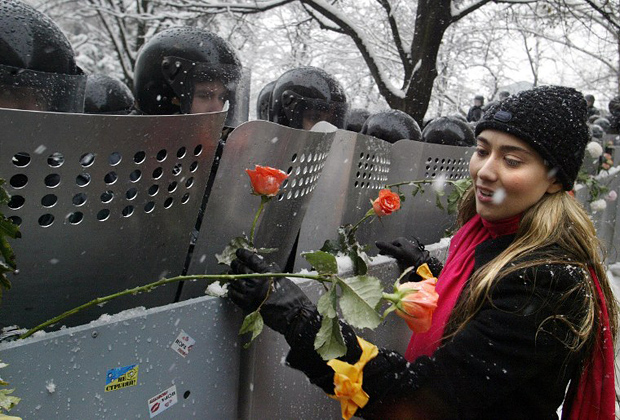
Eine junge Frau überreicht Blumen an Polizisten, die eine Demonstration in Kiew abriegeln

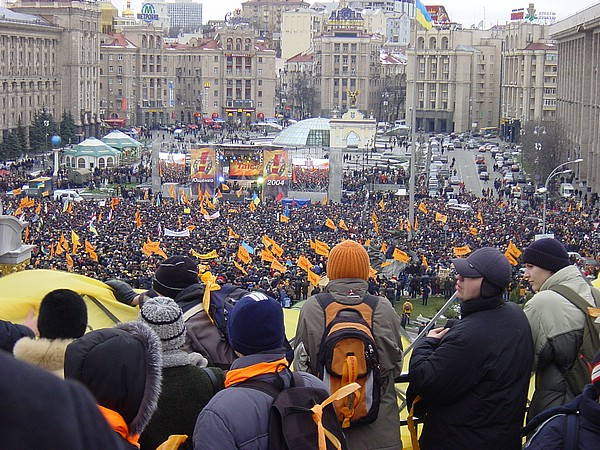
Proteste im November 2004 in Kiew

Die Orange Revolution (manchmal auch Kastanienrevolution wegen der Kastanienbäume in Kiew) war im Herbst 2004 eine Serie aus Protesten und Demonstrationen sowie ein geplanter Generalstreik in der Ukraine. Auslöser war die Präsidentschaftswahl in der Ukraine 2004, bei welcher auf beiden Seiten Wahlfälschungen der jeweiligen Gegenseite gemeldet wurden. Die Proteste gingen von den Anhängern des während des Wahlkampfs durch eine Vergiftung angeschlagenen Präsidentenanwärters Wiktor Juschtschenko aus, dessen Wahlfarbe Orange war. Als Kandidat des Oppositionsblocks Unsere Ukraine war er laut erstem offiziellem Ergebnis der Zentralen Wahlkommission dem offen von Russland unterstützten Wiktor Janukowytsch unterlegen. In der Folge der Proteste wurde die ursprüngliche Stichwahl vom Obersten Gericht der Ukraine für ungültig erklärt und eine Wiederholung angeordnet; bei dieser wurde Juschtschenko im Dezember 2004 zum Präsidenten gewählt.
Die Orange Revolution und die bei dem Umbruch erzielten Ergebnisse werden auch zu den sogenannten Farbrevolutionen gezählt. Im Gegensatz zu den späteren Protesten vom November 2013 bis 2014 am Euromaidan verlief die Orange Revolution von 2004 unblutig.

## Hintergrund

### Vorgeschichte
Präsident Leonid Kutschma hatte einen zunehmend autoritären Kurs eingeschlagen, welcher eine oppositionelle Bewegung auslöste.
Schon 1999 hatte er Juschtschenko vom Präsidium der Nationalbank als seinen designierten Nachfolger auf den Sessel des Ministerpräsidenten geholt. Zusammen mit der Vize-Ministerpräsidentin für Energiefragen Julija Tymoschenko begann diese Regierung gegen illegale Machenschaften der Behörden vorzugehen.
Der Journalist Heorhij Gongadse, der ebenfalls über Korruption berichtete, wurde angeblich auf Befehl des Präsidenten umgebracht. Eine Tonbandaufzeichnung entlarvte den Präsidenten als skrupellosen Manipulator und Antisemiten, er bestritt einzig die Authentizität der Passage mit dem Mordauftrag. Diese Affäre weckte breiten Protest und eine Mobilisierung inklusive einem winterlichen Zeltlager auf dem Maidan, bei dem Tausende Menschen den Rücktritt Kutschmas forderten. Im Januar und April 2001 wurden die beiden Aufrührer Juschtschenko und Tymoschenko aus der Regierung entlassen und bauten eigene politische Parteien auf. Ab Mai 2002 war Juschtschenko Parlamentsabgeordneter und Fraktionsvorsitzender des neu formierten Oppositionsblocks Unsere Ukraine, welcher in den Wahlen stärkste Partei geworden war. Aufgrund vieler Mandate aus Einerwahlkreisen, wo das Druck- und Bestechungssystem weiter funktionierte, konnte sich die Regierung knapp halten, hatte aber ihre Glaubwürdigkeit verloren.
Trotz dieser Vorgeschichte wurden sowohl Moskau als auch die westlichen Regierungen von der Intensität der Protestbewegung nach dem Wahlbetrug überrascht.
Spekulationen zu weiteren Hintergründen
Nach Darstellung Ian Traynors, des langjährigen Moskau- und Osteuropakorrespondenten des Guardian, folgte die Orange Revolution dem Muster, mit welchem die Regierung von Slobodan Milošević gestürzt worden war. Bei der Vernetzung innerhalb oppositioneller Gruppen führend beteiligt seien studentische Aktivisten und Akademiker gewesen, die ukrainische Pora!. Ähnlich hatte in Serbien Otpor geholfen, Vojislav Koštunica an die Macht zu bringen. In Georgien 2003 hatte sich die analoge Bewegung Kmara benannt. Eine Bewegung in Belarus heißt Subr. Sechs Pora!-Aktivisten wurden Mitte November 2004, vor der Stichwahl wegen „Terrorismusverdacht“ verhaftet, da bei ihnen angeblich Sprengstoff, Zünder und eine Granate gefunden worden seien. Unterstützer der Pora! waren die Konrad-Adenauer-Stiftung, die Open Society Foundations sowie Freedom House. Ein Artikel in der deutschen Wochenzeitung Die Zeit behauptete zudem, Juschtschenko und seine Kreise erhielten allein aus den USA mindestens 65 Millionen US-Dollar über verschiedene Kanäle. Ziel der USA sei es, auf diese Weise die NATO auszudehnen und die EU zu schwächen. Die Partei Janukowytschs erhielt hohe Zuwendungen aus Moskau, Schätzungen reichen von 50 bis 300 Millionen US-Dollar.

## Hergang
Anfang September 2004 wurde Wiktor Juschtschenko mit einer Dioxinvariante vergiftet, die in wenigen Ländern produziert wurde, darunter Russland, jedoch nicht in der Ukraine. Die Behandlung in einem Wiener Krankenhaus rettete ihm das Leben. Beim ersten Wahlgang zur Präsidentenwahl am 31. Oktober 2004 konnte keiner der insgesamt 24 Kandidaten die absolute Mehrheit von 50 Prozent erreichen. Als Bestplatzierter bekam Wiktor Juschtschenko 39,87 Prozent, der amtierende Ministerpräsident Wiktor Janukowytsch lag mit 39,32 Prozent der Stimmen knapp dahinter. Die offiziellen Angaben der Wahlkommission wurden von vielen Bürgern und Wahlbeobachtern als nicht glaubhaft angesehen.
Die Proteste begannen noch während der Auszählung der folgenden Stichwahl vom 21. November, als die offiziell geschätzten Wahlergebnisse deutlich von den Nachwahlbefragungen (Exit Polls) abwichen. Eine dieser Exit Polls gab Juschtschenko einen Elf-Prozent-Vorsprung, während amtliche Resultate Janukowytsch einen Vorsprung von drei Prozent gaben. Im Donbass hatte die Wahlbeteiligung über 100 Prozent betragen: „Stimmvieh“ war versorgt mit sogenannten «Keksen», in Russland gefälschten Wahlzetteln, in Bussen von Wahllokal zu Wahllokal gefahren worden. Die ukrainische Eisenbahngesellschaft Ukrsalisnyzja unter Verkehrsminister Heorhij Kirpa gab umgerechnet rund zwei Millionen US-Dollar für den Transport von Wählern mit Zügen aus. Die Anhänger Juschtschenkos sowie die Beobachter der OSZE gingen von einem Wahlbetrug zugunsten Janukowytschs aus. Telefonmitschnitte von Gesprächen zwischen Mitgliedern des Wahlkampfstabs von Janukowytsch zeigten, dass sie den Server der staatlichen Wahlkommission manipuliert hatten, um die nach Kiew übermittelten Wahlergebnisse zu fälschen.
Am 22. November 2004 kamen mehr als 100.000 Menschen auf den Maidan und protestierten gegen den offensichtlichen Wahlbetrug. Am Folgetag begannen massive Proteste und Demonstrationen in einigen westlichen und zentralen Städten der Ukraine, vor allem auf dem Unabhängigkeitsplatz in Kiew, unter anderem auch vor dem ukrainischen Parlament. Die Teilnehmer trugen orange Fahnen, Tücher oder Markierungen, die Farbe der Juschtschenko-Kampagne. Kiew, Lwiw und einige andere Städte lehnten es ab, die Legitimität der Wahl zu bestätigen. Nachdem Janukowytsch am 24. November offiziell als Wahlsieger bestätigt worden war, wurde seitens Juschtschenko beschlossen, die Regierung mit Generalstreiks, Sitz- und anderen blockaden zu behindern:
„Einen Weg zu einem Kompromiss zu finden bedeutet, dass die Menschen ihren Willen demonstrieren. Es ist der einzige Weg, der uns helfen wird, diesen Konflikt zu lösen. Daher erklärt das Komitee der nationalen Rettung einen landesweiten politischen Streik.“
Am 8. Dezember kam es zu einer Einigung.

## Folgen
Nach wochenlangen Protesten erreichten die Bewegung der „Orangen Revolution“ und die Opposition, dass das Oberste Gericht der Ukraine die erste Stichwahl für ungültig erklärte und eine Wiederholung der Stichwahl anordnete. Bei der Wiederholung der Stichwahl für das Präsidentenamt am 26. Dezember 2004 erhielt Juschtschenko die meisten Stimmen.
Das Oberste Gericht bestätigte am 20. Januar 2005 offiziell den Wahlsieg von Juschtschenko. Als Präsident und Nachfolger von Leonid Kutschma wurde Juschtschenko am 23. Januar 2005 in Kiew vereidigt. Später zerstritt sich das neue Bündnis, das aus der „Orangen Revolution“ hervorgegangen war, und deren Hauptpersonen, maßgeblich Wiktor Juschtschenko mit seiner Partei Unsere Ukraine und Julija Tymoschenko mit ihrem Blok Juliji Tymoschenko. Der Zusammenhalt zwischen den ehemaligen Oppositionellen und die Protestbewegung der „Orangen Revolution“ selbst lösten sich nach dem Scheitern von Janukowytsch 2004/2005 und dem Erreichen der vorgeblichen Ziele auf.
Die (erste) erfolgreiche Revolution in der Ukraine verstärkte in Russland erneut eine „Einkreisungsphobie“. Der dem Kreml nahe stehende russische Politikberater Gleb Pawlowski erklärte mit Bezug auf die Orangene Revolution: „Sie war unser 9/11“.
Die nächsten Präsidentschaftswahlen 2010 gewann dadurch trotz aller Vorbehalte von 2004 ihr Widersacher Wiktor Janukowytsch. Als weitere Folge der „Orangen Revolution“ wurde die Verfassung der Ukraine 2004 derart geändert, dass die Rechte des Präsidenten eingeschränkt wurden und er den Ministerpräsidenten nicht mehr selbst ernennen durfte, sondern nur noch das Parlament, die Werchowna Rada. Im Jahr 2010, nach Janukowytschs Wahlsieg, erklärte das Verfassungsgericht diese Änderung jedoch für ungültig.
Am 21. November 2013 begannen erneut Demonstrationen an gleicher Stelle auf dem Majdan Nesaleschnosti in Kiew, die bis Ende Februar 2014 in die Protestbewegung des Euromaidan führten. Die entstandenen erneuten Proteste im November 2013 bis Ende Februar 2014 am Maidan knüpften an die Traditionen der zehn Jahre früher vorausgegangenen Orangen Revolution an. Ebenfalls mittels einer breiten Basis verschaffte sich die Protestbewegung in Bezug auf die aktuellen Probleme Gehör. Hinzu kam, dass die vorherigen zehn Jahre für den Großteil der Bevölkerung keine spürbaren Verbesserungen brachten. Zuvor hatte es Präsident Janukowytsch abgelehnt, das geplante Assoziierungsabkommen mit der EU zu unterzeichnen und stattdessen die Annäherung zu Russland gesucht. Mit der erneuten Protestbewegung 2013/14 wurde schließlich die Absetzung Janukowytschs erreicht und Neuwahlen für den Mai 2014 in Aussicht gestellt, die am 25. Mai stattfanden. Weiterhin wurde im Zuge der Euromaidan-Bewegung erreicht, dass das ukrainische Parlament am 21. Februar 2014 die Wiederinkraftsetzung der alten Verfassung aus dem Jahr 2004 beschloss. Die inhaftierte Oppositionspolitikerin Julija Tymoschenko kam nach einer Gesetzesänderung des Parlamentes am 22. Februar 2014 frei.